# Fallet Martha Ivers
Fallet Martha Ivers (originaltitel: The Strange Love of Martha Ivers) är en amerikansk film noir från 1946 i regi av Lewis Milestone. I filmen gjorde Kirk Douglas filmdebut. Sedan 1974 är filmen i public domain sedan de dåvarande rättighetsinnehavarna inte förnyade rättigheterna.

## Handling
Året är 1928 och Martha (Barbara Stanwyck) försöker rymma från en äldre släkting tillsammans med sin vän Sam (Van Heflin). Martha råkar av misstag döda sin släkting, vilket observeras av hennes grannar. De ger henne dock alibi mot att hon i gengäld gifter sig med deras son Walter (Kirk Douglas). Många år senare är Walter och Martha fortfarande gifta, men Martha har aldrig älskat Walter. Då dyker Sam upp igen vilket glädjer Martha, men Walter blir allt annat än glad.

## Rollista
- Barbara Stanwyck – Martha Ivers
- Van Heflin – Sam Masterson
- Lizabeth Scott – Antonia "Toni" Marachek
- Kirk Douglas – Walter O'Neil
- Roman Bohnen – Mr. O'Neil
- Judith Anderson – Mrs. Ivers
- Janis Wilson – Martha Ivers som ung
- Darryl Hickman – Sam Masterson som ung
- Mickey Kuhn – Walter O'Neil som ung
- Ann Doran – Bobbi St. John
- Frank Orth – hotellanställd
- James Flavin – detektiv